# 国際標準職業分類
国際標準職業分類 (こくさいひょうじゅんしょくぎょうぶんるい、英: International Standard Classification of Occupations、略: ISCO) は、国際労働機関 (ILO) の定めた労働と職業に関する情報を整理する為の分類機構である。国際連合の経済的、社会的分類の国際的な属の一部である。現在の版は2008年に公表されたISCO-08であり、ISCO-58、ISCO-68、ISCO-88に続く、第四版である。

## 目的
ILOはISCOの目的について、以下のように説明している。

ISCOは、教育、農業、ヘルスケア情報産業に見られるような特定の分野では応用的な分類であると同時に、多くの国家的職業分類の基礎となる分類である。今後、改定版のISCO-08は世界中の労働に関する情報の基準となることが期待される。例えば、2010年の全地球規模の国の人口センサスに適用される 。

## ISCO-08コード
ISCO-08は職業を10の大分類に区分している。（以下、日本の総務省統計局による仮訳を引用する。） 
- 1-管理職
- 2-専門職
- 3-技師、准専門職
- 4-事務補助員
- 5-サービス・販売従事者
- 6-農林漁業従事者
- 7-技能工及び関連職業の従事者
- 8-設備・機械の運転・組立工
- 9-単純作業の従事者
- 0-軍人

各々の大分類はさらに中分類、小分類、細分類に分類される。これらの系統は各々の職務を遂行するために必要とする技能を示した、ISCO技能レベルにより定義される。

### 1 管理職
- 11	社長、上級公務員、立法府議員
  - 111	立法府議員、上級公務員
  - 112	社長、専務理事
- 12	総務・営業の管理者
  - 121	対事業所サービス・総務管理者
  - 122	販売・マーケティング・開発の管理者
- 13	生産・専門サービスの管理者
  - 131	農業・林業・漁業の生産管理者
  - 132	製造業・鉱業・建設業・流通業の管理者
  - 133	情報通信技術サービスの管理者
  - 134	専門サービスの管理者
- 14	接客業・小売業・その他のサービス業管理者
  - 141	ホテル支配人
  - 142	小売業・卸売業の管理者
  - 143	その他サービス管理者

### 2 専門職
- 21	科学・工学分野の専門職
  - 211	物理・地球科学分野の専門職
  - 212	数学者、保険計理士、統計の専門職
  - 213	生命科学の専門職
  - 214	工学分野の専門職（電子工学を除く）
  - 215	電子工学技術者
  - 216	建築家、都市計画家、測量士、デザイナー
- 22	保健専門職
  - 221	医師
  - 222	看護・助産の専門職
  - 223	伝統医療・代替医療専門職
  - 224	医師と共働する医療専門職
  - 225	獣医師
  - 226	その他の保健分野の専門職
- 23	教育専門職
  - 231	総合大学・高等教育機関の教員
  - 232	職業教育の教員
  - 233	中等教育の教員
  - 234	小学校・幼児教育の教員
  - 235	その他の教育専門職
- 24	経営管理専門職
  - 241	財務専門職
  - 242	経営専門職
  - 243	販売・マーケティング・広報の専門職
- 25	情報通信技術専門職
  - 251	ソフトウェア・アプリケーション開発者、アナリスト
  - 252	データベース・ネットワークの専門職
- 26	法務・社会・文化の専門職
  - 261	法務専門職
  - 262	図書館司書、公文書保管人、博物館学芸員
  - 263	社会・宗教分野の専門職
  - 264	作家、ジャーナリスト、言語学者
  - 265	創作芸術家、音楽家、舞台芸術家

### 3 技師、准専門職
- 31	科学・工学分野の准専門職
  - 311	物理・工学分野の技師
  - 312	鉱業・製造業・建設業の監督員
  - 313	工程管理技師
  - 314	生命科学技術者及び関連分野の准専門職
  - 315	船舶・航空機運航の准専門職・技師
- 32	保健分野の准専門職
  - 321	医療技師、薬剤技師
  - 322	看護・助産准専門職
  - 323	伝統医療及び代替医療准専門職
  - 324	獣医技師、獣医助手
  - 325	その他の保健分野の准専門職
- 33	ビジネス・総務担当の准専門職
  - 331	金融・数理担当准専門職
  - 332	販売・購入の代行者・仲立人
  - 333	対事業所サービス提供者
  - 334	総務秘書、専門秘書
  - 335	監督行政の准専門職
- 34	法務・社会・文化分野の准専門職
  - 341	法務・社会・宗教分野の准専門職
  - 342	スポーツ・フィットネス従事者
  - 343	芸術・文化・料理分野の准専門職
- 35	情報通信技師
  - 351	情報通信技術オペレーション・ユーザーサポート技術者
  - 352	電気通信技師、放送技師

### 4 事務補助員
- 41	一般事務員、キーボード入力事務員
  - 411	一般事務員
  - 412	秘書（一般）
  - 413	キーボード入力オペレーター
- 42	カスタマーサービス事務員
  - 421	窓口係、集金及び関連職業の事務員
  - 422	顧客情報管理従事者
- 43	経理・在庫管理担当事務員
  - 431	経理担当事務員
  - 432	在庫・輸送管理事務員
- 44	その他の事務補助員
  - 441	その他の事務補助員

### 5 サービス・販売従事者
- 51	対個人サービス従事者
  - 511	旅行添乗員、車掌、観光案内人
  - 512	調理人
  - 513	給仕人、バーテンダー
  - 514	理容師、美容師及び関連職業の従事者
  - 515	ビル管理・家事代行業の監督者
  - 516	その他の対個人サービス従事者
- 52	販売員
  - 521	街頭・市場における販売員
  - 522	小売店販売員
  - 523	現金出納事務員、切符販売員
  - 524	その他の販売員
- 53	身の回りサービス従事者
  - 531	保育従事者、教師補助員
  - 532	介護福祉従事者
- 54	保安サービス従事者
  - 541	保安サービス従事者

### 6 農林漁業従事者
- 61	市場向け農業生産従事者
  - 611	市場向け園芸作物・農作物生産従事者
  - 612	動物飼育従事者
  - 613	混作作物・動物飼育従事者
- 62	市場向け農業・林業・狩猟生産従事者
  - 621	林業及び関連職業の従事者
  - 622	漁業従事者、猟師、罠掛人
- 63	自給漁業・狩猟・捕獲・採取従事者
  - 631	自給栽培農家
  - 632	自給畜産家
  - 633	自給混作農家、畜産家
  - 634	自給漁業・狩猟・捕獲採取従事者

### 7 技能工及び関連職業の従事者
- 71	建設関連職業の従事者（電気工事士を除く）
  - 711	建築物の型枠組立及び関連職業の従事者
  - 712	建築仕上げ工事及び関連職業の従事者
  - 713	塗装工、建物清掃員及び関連職業の従事者
- 72	金属・機械関連職業の従事者
  - 721	板金・構造鋼工、鋳型工、溶接工及び関連職業の従事者
  - 722	鍛冶工、工具職人及び関連職業の従事者
  - 723	機械工、修理工
- 73	手工品・印刷関連職業の従事者
  - 731	手工品作製従事者
  - 732	印刷関連職業の従事者
- 74	電機・電子機器関連職業の従事者
  - 741	電気設備据付工・修理工
  - 742	電気通信機器の据付・修理工
- 75	食品加工・木材加工・衣類・その他の手工品作製関連職業の従事者
  - 751	食品加工及び関連職業の従事者
  - 752	木工、指物大工及び関連職業の従事者
  - 753	衣類製造関連職業の従事者
  - 754	その他の手工品作製従事者

### 8 設備・機械の運転・組立工
- 81	定置装置・機械運転工
  - 811	採鉱装置・鉱石加工装置の運転工
  - 812	金属加工装置・仕上装置の運転工
  - 813	化学製品・写真製品製造装置・機械運転工
  - 814	ゴム・プラスチック・紙製品製造機械の運転工
  - 815	繊維製品・革製品製造機械の運転工
  - 816	食料品及び関連製品製造機械の運転工
  - 817	木材加工・製紙装置の運転工
  - 818	その他の定置装置・機械の運転工
- 82	組立工
  - 821	組立工
- 83	運転士、輸送システム運転者
  - 831	機関車運転士及び関連職業の従事者
  - 832	乗用車・バン・オートバイ運転手
  - 833	大型トラック・バス運転士
  - 834	重機運転工
  - 835	船舶甲板員及び関連職業の従事者

### 9 単純作業の従事者
- 91	清掃員、ヘルパー
  - 911	一般家庭・ホテル・オフィス清掃員・ヘルパー
  - 912	車両・窓・洗濯物等の手作業による清掃員
- 92	農林漁業作業者
  - 921	農林漁業作業者
- 93	鉱業・建設業・製造業・運輸業作業者
  - 931	鉱業・建設業作業者
  - 932	製造業作業者
  - 933	運輸業・倉庫業作業者
- 94	調理補助者
  - 941	調理補助者
- 95	街頭等における販売員、サービス従事者
  - 951	街路等におけるサービス従事者
  - 952	露店商人（食品を除く）
- 96	ごみ収集作業者、その他の単純作業従事者
  - 961	ごみ収集作業者
  - 962	その他の単純労働者

### 0 軍人
- 01	士官
  - 011	士官
- 02	下士官
  - 021	下士官
- 03	他の階級の軍人
  - 031	他の階級の軍人